# Groß-Enzersdorf
Groß-Enzersdorf là một đô thị thuộc huyện Gänserndorf trong bang Niederösterreich nước Áo, ngay phía đông thủ đô Viên và phía bắc sông Danube. Đô thị này có 7 đô thị phụ thuộc:
- Franzensdorf
- Groß-Enzersdorf
- Mühlleiten
- Oberhausen (gồm Neu-Oberhausen)
- Probstdorf
- Rutzendorf
- Schönau an der Donau
- Wittau

## Lịch sử
Khu vực này đã có người sinh sống từ thời tiền La Mã, nhưng lần đầu tiên được ghi chép với tên gọi Encinesdorf vào năm 1160. Tại vị trí hiện nay, một điền trang được xây dựng vào khoảng năm 870. Vùng đất nơi có điền trang này (hòn đảo Sahsonaganc, gần tương ứng với ranh giới đô thị ngày nay) được Hoàng đế Heinrich II hiến tặng cho tu viện Weihenstephan vào năm 1021, và đến năm 1028 được chuyển giao cho Giáo phận Freising. Trong khi khu vực rộng lớn hơn chịu ảnh hưởng của Giáo phận Passau, một văn bản năm 1202 đã xác nhận nhà thờ tại Groß-Enzersdorf trực thuộc Freising. Đến năm 1298, toàn bộ Sahsonaganc thuộc quyền Freising, và trung tâm hành chính đặt tại Entzeinestorf (tên gọi khi đó của Groß-Enzersdorf).
Năm 1396, khu định cư được trao đặc quyền đô thị, đồng thời việc xây dựng tường thành kiên cố bắt đầu. Công trình hoàn tất vào năm 1399 và một phần vẫn còn tồn tại đến nay. Tuy nhiên, bất chấp các công sự phòng thủ, thị trấn nhiều lần bị chinh phục và chịu tổn thất nặng nề. Năm 1483, trong Chiến tranh Áo–Hung, quân đội của vua Hungary Matthias Corvinus đã cướp phá thị trấn. Năm 1529, trong cuộc vây hãm Viên, quân Ottoman tiến vào Groß-Enzersdorf. Sau đó, nhiều người Croatia tới tái thiết các ngôi nhà bị tàn phá và định cư tại đây. Năm 1554, một trận hỏa hoạn thiêu rụi hầu hết các ngôi nhà. Trong Chiến tranh Ba Mươi Năm, nửa đầu thế kỷ XVII, thị trấn bị quân Thụy Điển chiếm đóng và phóng hỏa. Tiếp đó là dịch hạch năm 1679 và sự chiếm đóng kèm phá hủy một phần bởi quân Ottoman trong cuộc vây hãm Viên lần thứ hai (1683).
Năm 1693, Georg Rafael Donner – nhà điêu khắc Baroque, sinh tại làng Eßling lân cận – được rửa tội tại Groß-Enzersdorf. Thời kỳ sau đó tương đối yên bình, ngoại trừ một vụ cháy lớn khác vào năm 1730. Sau khi tài sản của Giáo phận Freising bị thế tục hóa năm 1803, Groß-Enzersdorf chính thức chuyển giao cho nhà Habsburg. Thị trấn lại bị cuốn vào chiến tranh năm 1809 trong các trận Aspern-Essling và Wagram, chịu nhiều thiệt hại. Năm 1850, Groß-Enzersdorf trở thành thủ phủ huyện, nhưng chức năng này được chuyển về Floridsdorf năm 1893. Nửa sau thế kỷ XIX, một cộng đồng Do Thái được hình thành và xây dựng hội đường. Từ năm 1886, Groß-Enzersdorf trở thành điểm cuối của tuyến tàu điện chạy bằng hơi nước kết nối với mạng lưới xe điện Viên; tuyến này sau đó được điện khí hóa nhưng ngừng hoạt động năm 1970.
Cuộc Anschluss năm 1938, khi Áo sáp nhập vào Đức Quốc xã, mang lại thay đổi lớn cho Groß-Enzersdorf: thị trấn được nhập vào "Đại Viên" và trở thành trung tâm của quận 22 mới (Groß-Enzersdorf), bao gồm nhiều làng thuộc vùng Marchfeld cũng như một số khu đô thị ở phía đông Danube vốn đã thuộc Viên trước đó, như Kaisermühlen. Hội đường Do Thái bị phá hoại nặng nề trong đêm Kristallnacht (11/1938), sau đó phần lớn cư dân Do Thái bị trục xuất. Trong Thế chiến II, Groß-Enzersdorf bị ném bom do gần nhà máy lọc dầu Lobau. Thị trấn bị Hồng quân Liên Xô chiếm ngày 12 tháng 4 năm 1945. Trong giai đoạn Áo bị chiếm đóng, Groß-Enzersdorf thuộc khu vực quản lý của Liên Xô và vẫn được tính trong quận 22 của Viên cho đến năm 1954, khi tái lập thành đô thị độc lập thuộc bang Hạ Áo.
Trong lịch sử gần đây, Groß-Enzersdorf dần chuyển từ một trung tâm dịch vụ mang tính nông nghiệp sang đô thị ngoại ô, với nhiều cư dân làm việc tại Viên và đi lại hằng ngày.